# Echinometra viridis
Oursin vert, Oursin perforant de l'Atlantique, Oursin de récif
Espèce
Statut de conservation UICN

 LC  : Préoccupation mineure
L’oursin vert (Echinometra viridis) est une espèce d'oursins tropicaux de la famille des Echinometridae, assez répandu à l'ouest de l'océan Atlantique et dans le bassin Caraïbe. On l'appelle aussi oursin de récif et oursin perforant de l'Atlantique, ce qui prête à confusion avec son cousin qui partage ce qualificatif, Echinometra lucunter.

## Description
L'oursin vert est un petit oursin légèrement ovale de petite taille (rarement plus de 5 cm pour la coquille, appelée test), très courant sur les récifs de corail de la zone intertropicale de l'ouest de l'océan Atlantique. Ses piquants aux pointes noires sont généralement d'un vert orangé tirant vers le rouge à l'approche du test généralement rouge sombre. Cependant, en certains endroits les piquants peuvent être rose rougeâtre. Dans tous les cas, ils sont coniques et robustes, et mesurent jusqu'à 3 cm.

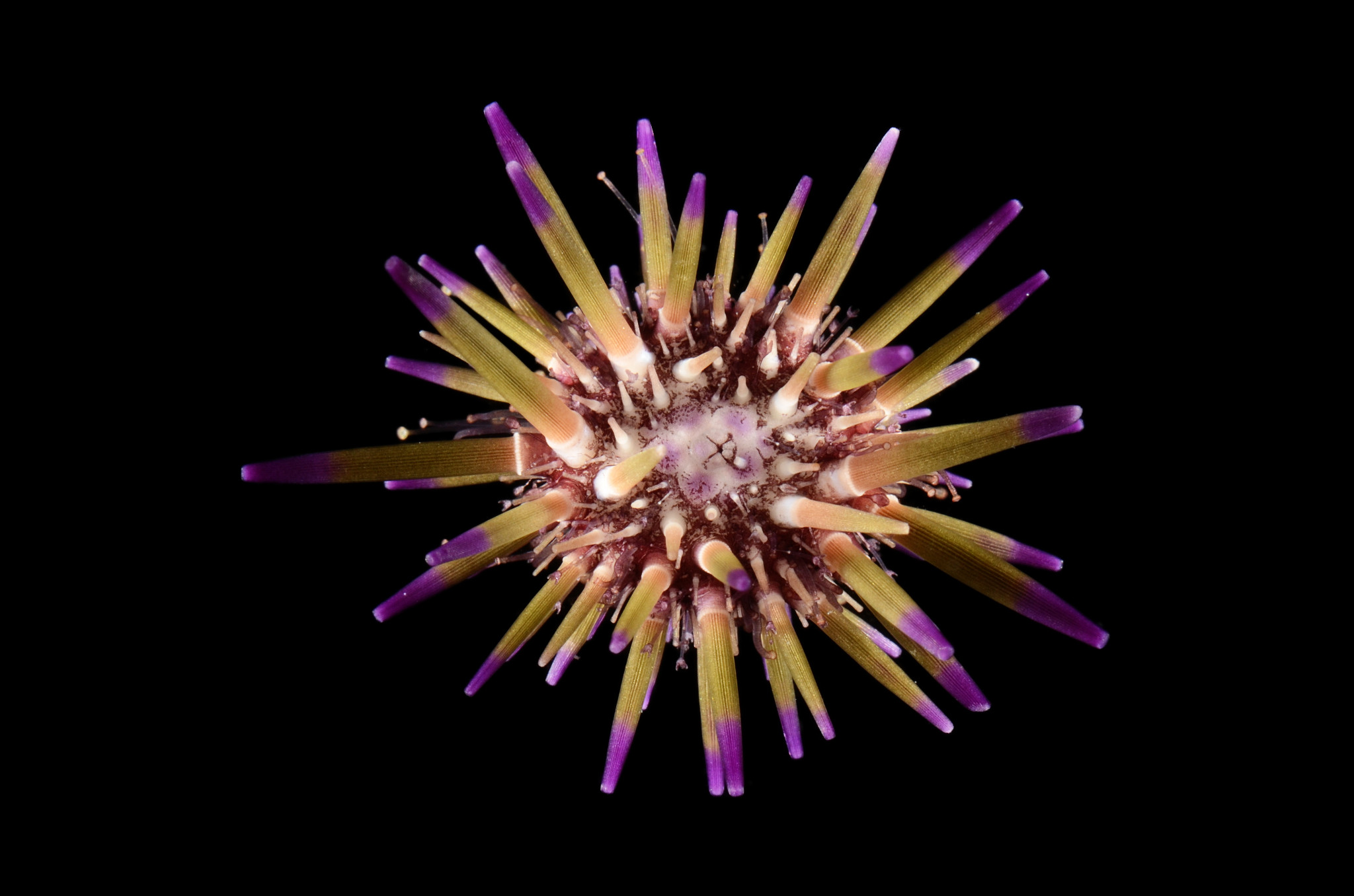
Juvénile.
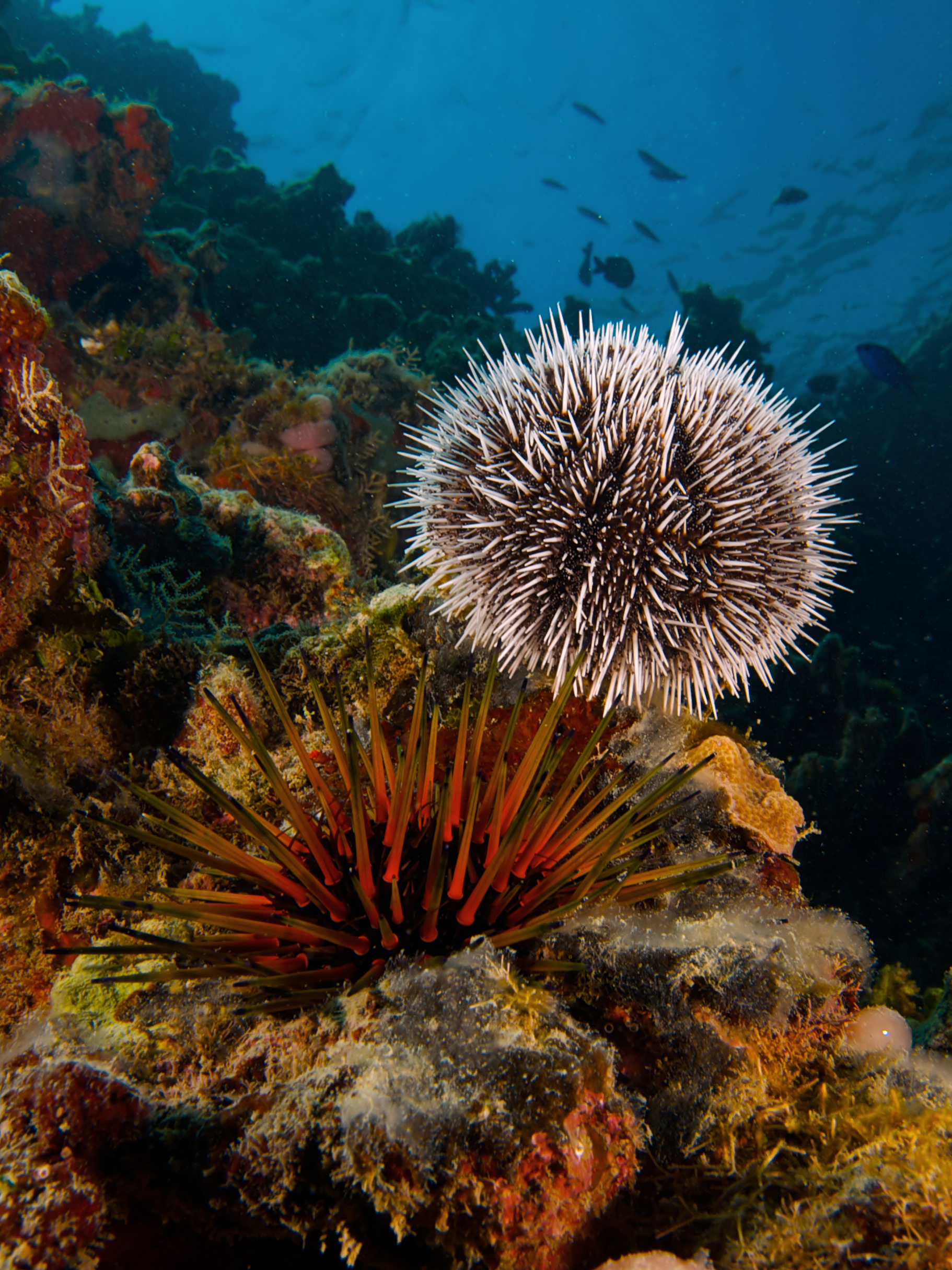
Adulte en présence d'un Tripneustes ventricosus.
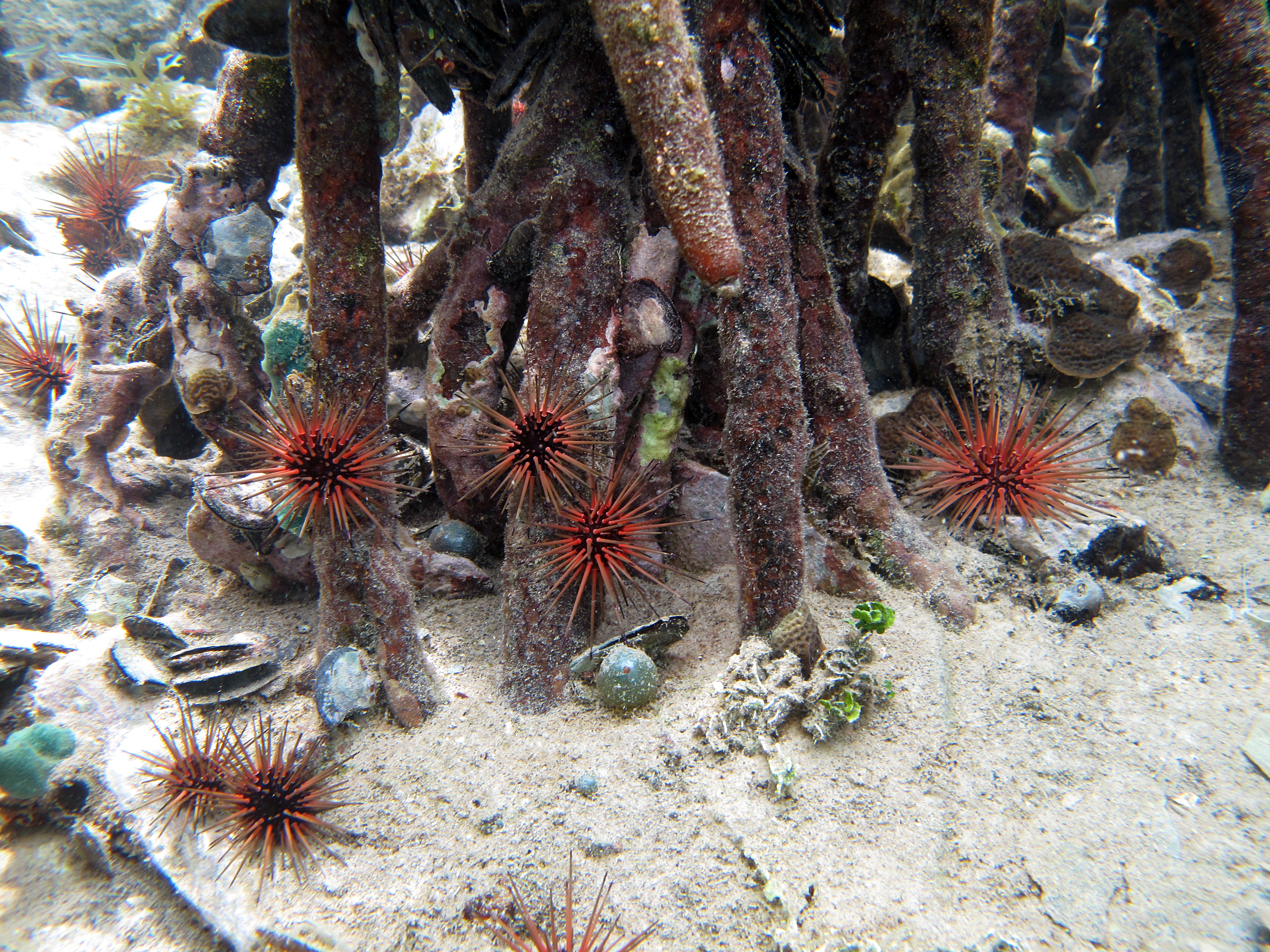
Individus plus rouges aux îles Vierges britanniques.
Test dénudé.

Il doit son nom d'oursin vert à sa couleur (même s'il tire souvent sur le rouge), l'appellation « perforant » propre au genre étant ici injustifiée, cet oursin ne creusant pas de trous comme ses cousins Echinometra lucunter et Echinometra mathaei, ce qui est aussi un bon moyen de les différencier.
Il est plus petit, a des épines plus longues et plus vertes (au moins vers les pointes) que son cousin Echinometra lucunter, ce qui permet de l'en différencier.

## Écologie
Il sort de son abri la nuit pour se nourrir, principalement d'algues qu'il broute sur le substrat, mais peut compléter son régime par une activité omnivore opportuniste (invertébrés, débris, cadavres...). Son activité nutritive peut se révéler assez destructive, et dans les zones où il est très abondant (notamment quand ses prédateurs sont surpêchés par l'homme), il peut ainsi fragiliser le substrat, et être dangereux pour le corail (c'est aussi le cas en aquarium). Comme la plupart des oursins tropicaux, il se reproduit en été par fertilisation externe (les gamètes sont relâchés directement en pleine eau), et les larves sont d'abord planctoniques, et dérivent avec les courants avant de se fixer au bout de quelques jours pour se métamorphoser en juvéniles.
Ses principaux prédateurs sont de gros poissons comme les balistes (Calamus bajonado, Balistes vetula, Canthidermis sufflamen, Lachnolaimus maximus) et des étoiles de mer.

## Distribution
On trouve cet oursin entre les tropiques de la partie Ouest de l'océan Atlantique, de la Floride au Venezuela. Il semble très rare dans les îles des Caraïbes et à l'est des îles Vierges. On le trouve principalement sur les récifs de corail, entre 1 et 15 m de profondeur où il se dissimule la journée dans des cavités. Il est moins courant que son cousin Echinometra lucunter, qui partage son aire de distribution.

## L'oursin vert et l'homme
Comme tous les oursins vivant à proximité de la surface, l'oursin vert est souvent responsable de vives douleurs quand un baigneur marche dessus par inadvertance : ses piquants ont tendance à se casser dans la plaie, ce qui les rend presque impossibles à enlever entièrement. Heureusement, il n'est pas venimeux, et ne présente pas de grand danger si la plaie est correctement désinfectée : le corps dissoudra les morceaux de silice en quelques semaines.
Cette espèce n'est pas consommée de manière significative, et n'est d'aucune valeur commerciale.